# 福島正晴
福島 正晴（ふくしま まさはる）は、江戸時代前期の大和国宇陀松山藩の世嗣。通称は岩松、修理。後に福島高経（ふくしま たかつね）と名乗った。

## 生涯
福島高晴の長男として誕生。母は村井貞勝の娘。室は村井氏。
慶長5年（1600年）の関ヶ原の戦いの後、父・高晴は戦功を賞されて大和宇陀松山30,000石に加増移封された。正晴は本来その後を継ぐはずだったが、慶長20年（1615年）に父が大坂夏の陣において豊臣秀頼に内通（密かに兵糧を大坂城に入れていた説あり）していた嫌疑をかけられて改易され、父に連座して伊勢国山田に移り住んだ。
寛永17年（1640年）、同地において寺田将監という人物と争いを起こし、弟・高広と共に寺田を殺害した。その後、弟と共に切腹した。法名は傑岩道英。
長男・忠政は後に500石を与えられ、旗本として名跡存続を許されたが、4代後の福島正胤が罪を得て家名は断絶した。